# Franco delle Comore
Il franco (francese: franc comorien; arabo: فرنك قمري) (codice ISO 4217 KMF) è la valuta delle Comore. Il franco è suddiviso in 100 centime, anche se il centime non è più usato.

## Storia
Il franco francese divenne la valuta delle Comore dopo che le isole divennero un protettorato francese nel 1886. Nel 1891 il sultano Said Ali di Anjouan emise monete denominate in centime e franchi che circolarono accanto alla valuta francese. Nel 1912 le Comore divennero una provincia del Madagascar che faceva parte dell'Impero coloniale francese. Le monete e le banconote francesi circolavano nella colonia. Esclusa un'emissione di emergenza di banconote di piccolo taglio nel 1920, la valuta francese circolò da sola fino al 1925.
Il 1º luglio 1925 il governo francese fece un accordo con la Banque de Paris et des Pays-Bas per creare la Banque de Madagascar, con sede a Parigi, e garantire un monopolio privato come istituto d'emissione per la colonia del Madagascar.
Il franco malgascio (in francese: franc malgace) aveva lo stesso valore del franco francese e le monete francesi continuarono a circolare dato che il Madagascar non ebbe le sue monete fino al 1943.
Quando le Comore divennero un territorio francese separato nel 1945, il nome della banca d'emissione cambiò in Banque de Madagascar et des Comores (sempre con sede a Parigi). Un ufficio aprì nelle Comore nel 1953. Mentre le banconote furono modificate per riflettere il nuovo status delle Comore, le monete non cambiarono e continuarono a portare esclusivamente il nome del Madagascar. Il 26 dicembre, 1945, fu creato il franco Madagascar-Comores CFA che circolava anche nel Madagascar e nella Comore: il suo valore fu fissato a 1,7 franchi francesi. Le vecchie monete e banconote del Madagascar continuarono a circolare con la nuova valuta. Il 17 ottobre 1948 il franco CFA fu rivalutaro a 2 franchi francesi.
Nel 1950 il governo francese prese la maggioranza nel patto di controllo della Banque de Madagascar et des Comores. Il 1º gennaio 1960 il franco francese fu rivalutato, e 100 vecchi franchi divennero 1 nuovo franco. Il nuovo tasso di cambio divenne 1 franco Madagascar-Comores CFA = 0,02 franchi francesi (50 franchi Madagascar-Comores CFA = 1 franco francese).
Il 26 giugno 1960 il Madagascar ottenne l'indipendenza dalla Francia e fu creato l'istituto di emissione malgascia (Institut d'Émission Malgache), con sede a Antananarivo, per emettere la valuta del Madagascar. Il Paese abbandonò la zona CFA effettivamente il 1º luglio 1973.
Il 23 novembre 1979 il governo delle Comore firmò un accordo di cooperazione monetaria con la repubblica francese (Accord de coopération monétaire entre la République Française et la République fédérale islamique des Comores), immettendo le Comore nella zona franco (ma senza far parte della zona franco CFA). Questo accordo serviva a dare stabilità con un sistema di cambio fisso tra il franco francese ed il franco delle Comore e la libera convertibilità tra le due valute.

Fino al 1994 il franco delle Comore era agganciato al franco francese con un tasso di cambio di 50 franchi delle Comore per un franco francese. Questo tasso fu modificato il 12 gennaio 1994 quando la valuta subì una svalutazione contemporaneamente a quella del franco CFA. Il franco delle Comore fu svalutato del 33⅓% ad un nuovo tasso di 75 franchi delle Comore per 1 franco francese, mentre il nuovo tasso del franco CFA fu di 100 franchi CFA per 1 franco francese. Con la creazione dell'euro nel gennaio 1999, il franco delle Comore fu agganciato alla nuova valuta. Il tasso di cambio è di 491,96775 franchi per 1 euro.

### Unione Monetaria Europea
Nel 1998, in anticipo rispetto all'Unione monetaria europea, il Consiglio dell'Unione europea ha regolati gli accordi monetari della Francia con la zona CFA e con le Comore:
- gli accordi non avranno alcun effetto materiale sulla politica monetaria sul regime dei cambi della zona euro
- nelle loro forme e situazioni presenti, gli accordi non dovranno ostacolare il buon andamento dell'unione economica e monetaria
- nulla negli accordi può prevedere qualcosa che implichi un obbligo per la Banca centrale europea (BCE) o per qualche banca centrale nazionale per sostenere la convertibilità del franco CFA o del franco delle Comore
- modificazioni negli accordi esistenti non porteranno ad alcun obbligo per la Banca Centrale Europea o per nessuna banca centrale nazionale
- il Tesoro della Francia garantirà la libera convertibilità ad una parità fissa tra l'euro ed i franchi CFA e delle Comore
- le competenti autorità francesi terranno informate la Commissione europea, la Banca Centrale Europea e il Comitato Economico e Finanziario sull'applicazione degli accordi ed informerà il Comitato prima di cambiare la parità tra l'euro ed i franchi CFA e delle Comore
- ogni cambiamento della natura o degli obbiettivi degli accordi dovrà prevedere l'approvazione del Consiglio sulla base di una raccomandazione della Commissione e di una consultazione delle BCE

## Banca Centrale
Lo statuto della Banca Centrale delle Comore (Banque Centrale des Comores / البنك المركزي القمري Al-Bank al-Markazi al-Qomori) stabilisce che il suo direttorio sia composto di otto membri scelti dal Governo delle Comore, dalla Banca Centrale Francese (Banque de France) e dal Governo francese. Il posto di Direttore Deputato della Banca è tenuto da un rappresentante della Banque de France, che è responsabile per la politica monetaria. Dal 19 novembre 1999 tutti i tassi ufficiali della Banca centrale sono agganciati all'indice Euro OverNight Index Average, il che ha permesso la stabilizzazione dei differenziali del tasso d'interesse rispetto all'euro. La BCC applica un sistema di riserve obbligatorie (30% dei depositi) ed un sistema di controllo delle banche. La sede è a Moroni ed il governatore attuale è Mer Said Ahmed Said Ali.

## Monete
Nel 1890 il sultano Said Ali di Anjouan emise monete di bronzo da 5 e 10 centime e d'argento da 5 franchi. Le monete erano coniate a Parigi con le stesse specificazioni delle corrispondenti monete francesi. Le tre monete cessarono di essere valide in teoria nel 1912 ma le due monete di minor valore erano ancora in circolazione intorno al 1930. Le due monete di bronzo sono frequentemente usate per scopi magico-religiosi. Tutte e tre le monete recavano iscrizioni simili, con la data 1308 AH, che corrisponde nel calendario gregoriano al 1890/91 AD.
Negli anni 1920 una carenza di monete portò all'emissione di gettoni da parte della principale compagnia di Ngazidja e di una piantagione di zucchero a Mayotte. I tagli furono da 25 e 50 centime e da 1 e 2 franchi. In queste monete furono usati l'alluminio ed il bronzo.
Nel 1964 furono introdotte delle monete coniate specificatamente per l'uso nelle Comore, in sostituzione delle monete malgasce usate in precedenza. Furono emesse monete d'alluminio da 1, 2, e 5 franchi ed in bronzalluminio da 10 e 20 franchi. Nel 1975 furono introdotte monete di nichel da 50 franchi, seguite da monete sempre in nichel da 100 e 25 franchi emesse rispettivamente nel 1977 e nel 1981. L'acciaio rivestito da nichel sostituì il semplice nichel dopo il 1990. L'Institut d'Émission des Comores emise monete nel periodo 1975 - 1977, mentre dal 1981 l'emise la Banca Centrale.
Fino al 1975 sulle monete era presente solo la legenda in francese; da quella data viene usato anche l'arabo.
| Monete del franco delle Comore | Monete del franco delle Comore | Monete del franco delle Comore | Monete del franco delle Comore | Monete del franco delle Comore | Monete del franco delle Comore |
| Dritto                         | Rovescio                       | Valore                         | Peso                           | Diametro                       | Composizione                   |
| ------------------------------ | ------------------------------ | ------------------------------ | ------------------------------ | ------------------------------ | ------------------------------ |
|                                |                                | 1 franco                       | alluminio                      | 23 mm                          |                                |
|                                |                                | 2 franchi                      | alluminio                      | 27 mm                          | 2,2 g                          |
|                                |                                | 5 franchi                      | alluminio                      | 31 mm                          | 3,75 g                         |
|                                |                                | 10 franchi                     | bronzalluminio                 | 22 mm                          |                                |
|                                |                                | 25 franchi                     | nickel                         | 20 mm                          | 3,9 g                          |
|                                |                                | 50 franchi                     | nichel                         | 24 mm                          | 6 g                            |
|                                |                                | 100 franchi                    | acciaio rivestito di nichel    | 28 mm                          | 10 g                           |

Le monete delle Comore sono state sempre coniate alla Monnaie de Paris, la zecca francese. Questo è indicato sulle monete dalla cornucopia che è il segno di zecca; è visibile alla sinistra della data. Le monete sono prodotte allo stabilimento di Pessac nella Gironda.
La moneta da 5 franchi è soprannominata reali, con riferimento al real spagnolo; quella da 2 franchi è sovrannominata nusu, che significa "metà" e quella da 1 franco "robo", che significa "un quarto". Le monete da 1, 2, 5 e 10 franchi sono poco usate per il loro basso valor. Le monete da 25 e 100 franchi contengono la frase "Augmentons la production alimentaire" (aumentiamo la produzione alimentare). La moneta da 5 franchi contiene la frase "Conférence Mondiale sur les Pêches" (Conferenza mondiale per la pesca). Entrambe queste espressioni fanno riferimento ai programmi della FAO. Le Comore sono uno dei 114 stati che hanno emesso monete "FAO"..

## Banconote
La carta moneta delle Comore fu emessa la prima volta nel 1920. Era costituita da un'emissione di emergenza di francobolli del Madagascar, fissati a carta per permettere di circolare come moneta. Furono emessi valori da 50 centime ed 1 franco.
La legge del 31 luglio 1962 autorizzò la "Banque de Madagascar et des Comores" a continuare ad emettere banconote nelle Comore dopo che il Madagascar ebbe iniziato ad emettere la sua valuta, ma, a partire dal 1º aprile 1962, avevano la scritta rossa "COMORES" sovrastampata. Furono emessi tagli da 50, 100, 500, 1000 e 5000 franchi. Con un decreto dell'ottobre 1964 le banconote senza la sovrastampa cessarono di avere corso legale il 31 dicembre 1964.

Banconota da 500 franchi del 1981. In cerchio bianco contiene una filigrana.

Le banconote sovrastampate circolarono fino al 1976, quando furono introdotte quelle da 500, 1000 e 5000 franchi emesse dall'Institut d'Émission des Comores, mentre quelle da 50 e 100 franchi furono sostituite da monete. Nel 1984 la produzione delle banconote passò alla Banque Centrale des Comores. Nel 1997 furono introdotte banconote da 2500 e 10.000 franchi, seguite da quella da 2000 franchi nel 2005. La banconota da 2500 franchi viene ritirata dalla circolazione.
Le banconote delle Comore sono incise prodotte dalla Banca di Francia ai loro stabilimenti a Vic-le-Comte ed a Chamalières, entrambi nel dipartimento di Puy-de-Dôme, nell'Alvernia. Le nuove banconote da 500, 1000 e 2000 franchi contengono la costellazione di Orione.